# Kakurai Takuya
Takuya Kakurai (sinh ngày 25 tháng 9 năm 1997) là một cầu thủ bóng đá người Nhật Bản.

## Sự nghiệp câu lạc bộ
Takuya Kakurai đã từng chơi cho FC Machida Zelvia.